# انکوریج (تگزاس)
انکوریج (به انگلیسی: Anchorage) یک منطقهٔ مسکونی در ایالات متحده آمریکا است که در شهرستان اتسکوزا، تگزاس واقع شده‌است. انکوریج ۱۶۷٫۰۳ متر بالاتر از سطح دریا واقع شده‌است.